# Hans von Passow
Hans Karl Wilhelm Passow, seit 1871 von Passow (* 22. April 1827 in Wredenhagen; † 18. Januar 1896 in Schwerin) war ein preußischer General der Infanterie.

## Leben

### Herkunft
Hans (von) Passow entstammte einer bürgerlichen Familie aus Mecklenburg, die über Generationen Akademiker und Beamte hervorgebracht hat. Seine Eltern waren der großherzoglich mecklenburg-schwerinsche Oberlandforstmeister Friedrich Ludwig Passow (1793–1872) und dessen Frau Luise, geborene von Bülow (1797–1869).

### Militärkarriere
Er besuchte zunächst das Gymnasium in Schwerin und war anschließend Kadett. Am 1. Juli 1846 trat Passow als Portepeefähnrich beim 2. Musketierbataillon in mecklenburgische Dienste. Ende des Jahres zum Sekondeleutnant befördert, nahm er 1848 während des Feldzuges gegen Dänemark an den Gefechten bei Düppel und an der Nübeler Mühle teil. Als Premierleutnant wurde Passow am 4. Oktober 1852 zum Jägerbataillon versetzt und diente vom 29. März 1853 bis 1. September 1856 als Adjutant beim Divisionsstab. Für knapp drei Monate war er ab 7. Juni 1859 Ordonnanzoffizier beim Großherzog von Mecklenburg-Schwerin. Am 31. Mai 1860 stieg Passow zum Hauptmann und Kompaniechef im Jägerbataillon auf. Als solcher machte er 1866 den Feldzug gegen Bayern mit.
Mit Patent vom 1. Oktober 1867 zum Major befördert und zum etatmäßigen Stabsoffizier im Füsilier-Regiment Nr. 90 ernannt, trat Passow im Jahr darauf in die Preußische Armee über. Er kam in das 2. Garde-Regiment zu Fuß und wurde dort am 12. April 1870 zum Kommandeur des Füsilier-Bataillons ernannt. Dieses Bataillon führte er auch im Krieg gegen Frankreich 1870/71 in den Kämpfen bei Gravelotte, Beaumont, Sedan sowie der Belagerung von Paris. Ausgezeichnet mit beiden Klassen des Eisernen Kreuzes wurde Passow aus Anlass des Einzuges der deutschen Truppen in Berlin am 16. Juni 1871 durch Kaiser Wilhelm I. in seiner Eigenschaft als König von Preußen „wegen der im Kriege gegen Frankreich vor dem Feinde bewiesenen Tapferkeit“ in den erblichen Adelsstand erhoben.
Als Oberstleutnant beauftragte man ihn am 16. März 1875 zunächst mit der Führung des Infanterie-Regiments Nr. 16, ernannte Passow am 19. Juni zum Regimentskommandeur und beförderte ihn schließlich in dieser Eigenschaft am 3. Juli 1875 zum Oberst. Ab 4. Juni 1881 kommandierte er als Generalmajor die 60. Infanterie-Brigade, wurde am 18. September 1886 zum Generalleutnant befördert und am 23. November 1886 zum Kommandeur der 22. Division ernannt. In Würdigung seiner langjährigen Leistungen erhielt Passow am 22. Januar 1888 den Stern zum Roten Adlerorden II. Klasse mit Eichenlaub, am 25. August 1888 das Großkreuz des Greifenordens sowie am 1. Juni 1889 das Großkreuz des Herzoglich Sachsen-Ernestinischen Hausordens.
Am 17. Juni 1889 wurde Passow unter Verleihung des Charakters als General der Infanterie mit Pension zur Disposition gestellt.

### Familie
Passow hatte sich am 9. April 1869 in Niekrenz mit Erika Magdalene Theodore Stever (1848–1940) verheiratet. Aus der Ehe gingen neun Kinder hervor, darunter:
- August Heinrich Ludwig (* 1870), preußischer Leutnant
- Hans Hermann Wilhelm (* 1871), preußischer Hauptmann